# Коммунистическая улица (Липецк)
Коммунисти́ческая у́лица — улица в Октябрьском округе Липецка. Проходит в Тракторном от Краснознамённой улицы до Волгоградской улицы (параллельно Краснозаводской улице), затем поворачивает в южном направлении и доходит до 1-го Театрального переулка. Пересекает улицы 6-й Гвардейской Дивизии, Жуковского и Волгоградскую.
Образована 28 сентября 1950 года и первоначально называлась у́лицей Маленко́ва — в честь советского государственного и партийного деятеля Г. М. Маленкова. Нынешнее имя получила 20 августа 1957 года после снятия Маленкова со всех официальных должностей в связи с конфликтом в высших властных структурах (см. Антипартийная группа).
Улица застроена в основном 2—5-этажными домами. На пересечении с Волгоградской улицей располагается площадь Клименкова. На ней находится Городской дворец культуры (в прошлом Дворец культуры тракторостроителей) (адрес: Коммунистическая ул., 20).
Далее улица проходит в лесопарковой зоне, в которой расположены объекты здравоохранения (в прошлом — медсанчасть Липецкого тракторного завода) — больница, поликлиника и роддом (адрес: Коммунистическая ул., 24), а также детский сад и детский дом.

## Транспорт
- к домам начала улицы — трам. 1, ост.: «ЛТЗ»; авт. 323а, ост.: «Коммунистическая ул.», «ЛТЗ»; авт. 19, 33, 33а, 323, 325, 378, 379 ост.: «Краснознамённая ул.», «ЛТЗ».
- к домам середины улицы — трам. 1; авт. 19, 33, 33а, 323, 323а, 325, 378, 379, ост.: «Пл. Клименкова».